# Margelliantha
Margelliantha é um género botânico pertencente à família das orquídeas (Orchidaceae).